# قصر الكايد
قصر الكايد هو قصر تاريخي قديم يقع في بلدة سبسطية في محافظة نابلس بالضفة الغربية، على بُعد 12 كم شمال غرب مدينة نابلس، وهو من أحد المعالم والمواقع التاريخية القديمة، والتراثية في بلدة سبسطية الفلسطينية.

## التاريخ
- بني القصر عام 1750، على يد الشيخ أحمد الكايد أحد زعماء جبال نابلس، ويعد القصر نموذجًا للعمارة العثمانية.[4]

- يجسد تفاصيل الحياة السياسية والاجتماعية في فلسطين أواخر القرن السابع عشر.[5]

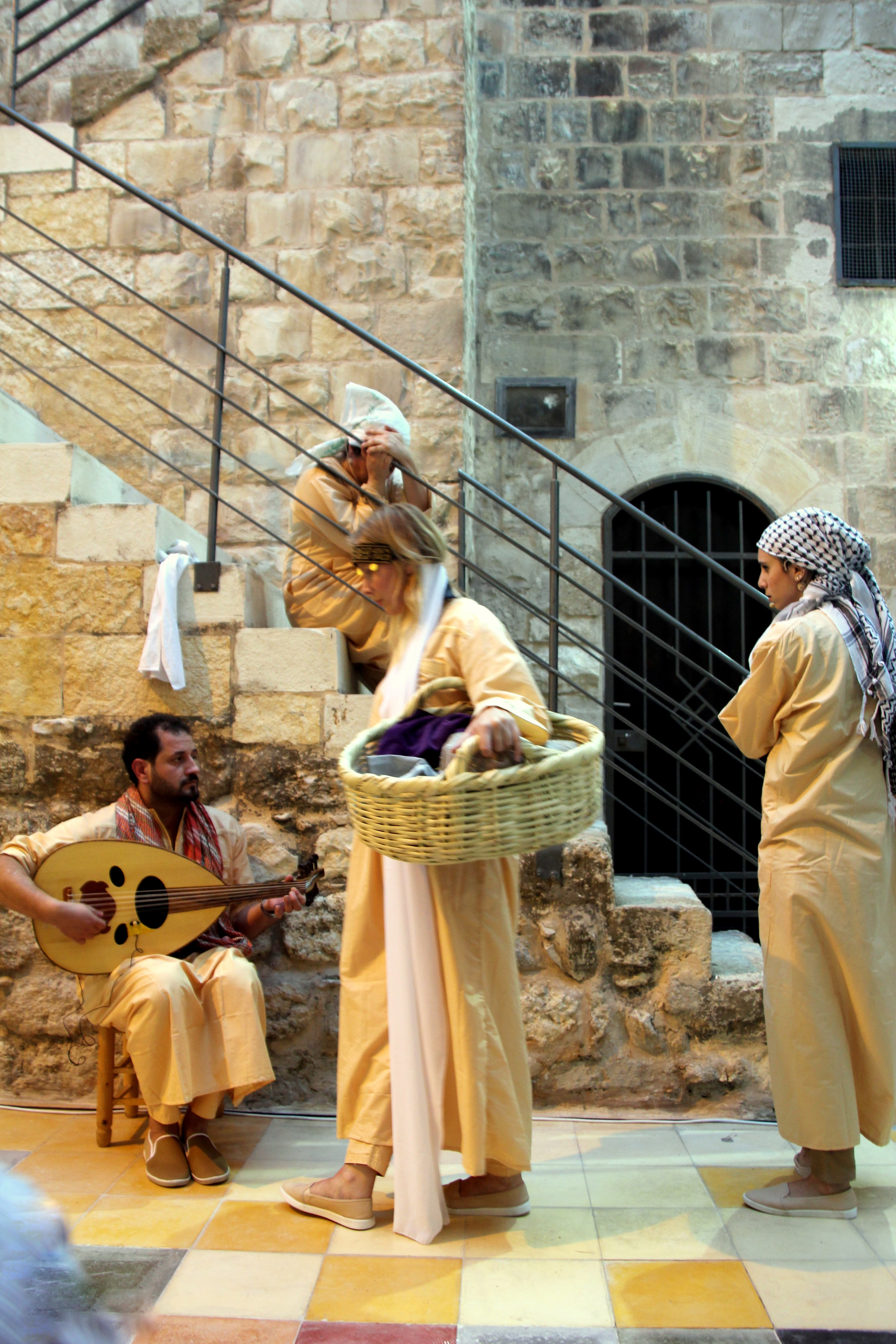
صور لعرض مسرحية فلسطينية تراثية في قصر الكايد في سبسطية بمحافظة نابلس

- صور لعرض مسرحية فلسطينية تراثية في قصر الكايد في سبسطية بمحافظة نابلسيعبر عن مظاهر الإقطاع التي ظهرت عندما أوكلت الحكومة العثمانية إلى بعض العائلات الفلسطينية المتنفذة إدارة الحياة الاقتصادية والسياسية المحلية، مثل جباية الضرائب وتزويد السلطة العثمانية بشباب للخدمة العسكرية والمشاركة في الحروب التي كانت تدور في عدة أقاليم من الدولة.[6][7]

## الوصف
- قصر آل الكايد هو مقر من مقرات الحكم المحلي التي كانت تدعى المشايخ أو قصور الكراسي في القرى والبلدات الفلسطينية.
- حيث كانت سبسطية موطنًا لمشيخة آل الكايد في فلسطين.[8]

- تبلغ المساحة الإجمالية للقصر 870 مترًا مربعًا، ويتألف من طابقين، الطابق الأرضي مساحته 100 متر مربع.

- تتوسطه ساحته محاطة بعدد من الغرف، منها ديوان الشيخ وغرف المعيشة والمخازن والإصطبلات.

- الطابق العلوي يضم عددًا من غرف النوم بشكل يتلاءم مع الثقافة الدينية والاجتماعية التي كانت تقضي بفصل جناح النساء عن زوار القصر.

- للقصر بوابة عالية واسعة، تعلوها أقواس حجرية مزخرفة، ومزودة عن يمينها ويسارها بمقاعد مخصصة لجلوس حراس القصر.

- بوابة خشبية على مدخل إضافي صغير، يهدف للحفاظ على خصوصية القصر، وحجب أنظار المارة عند دخول أهل القصر وخروجهم.

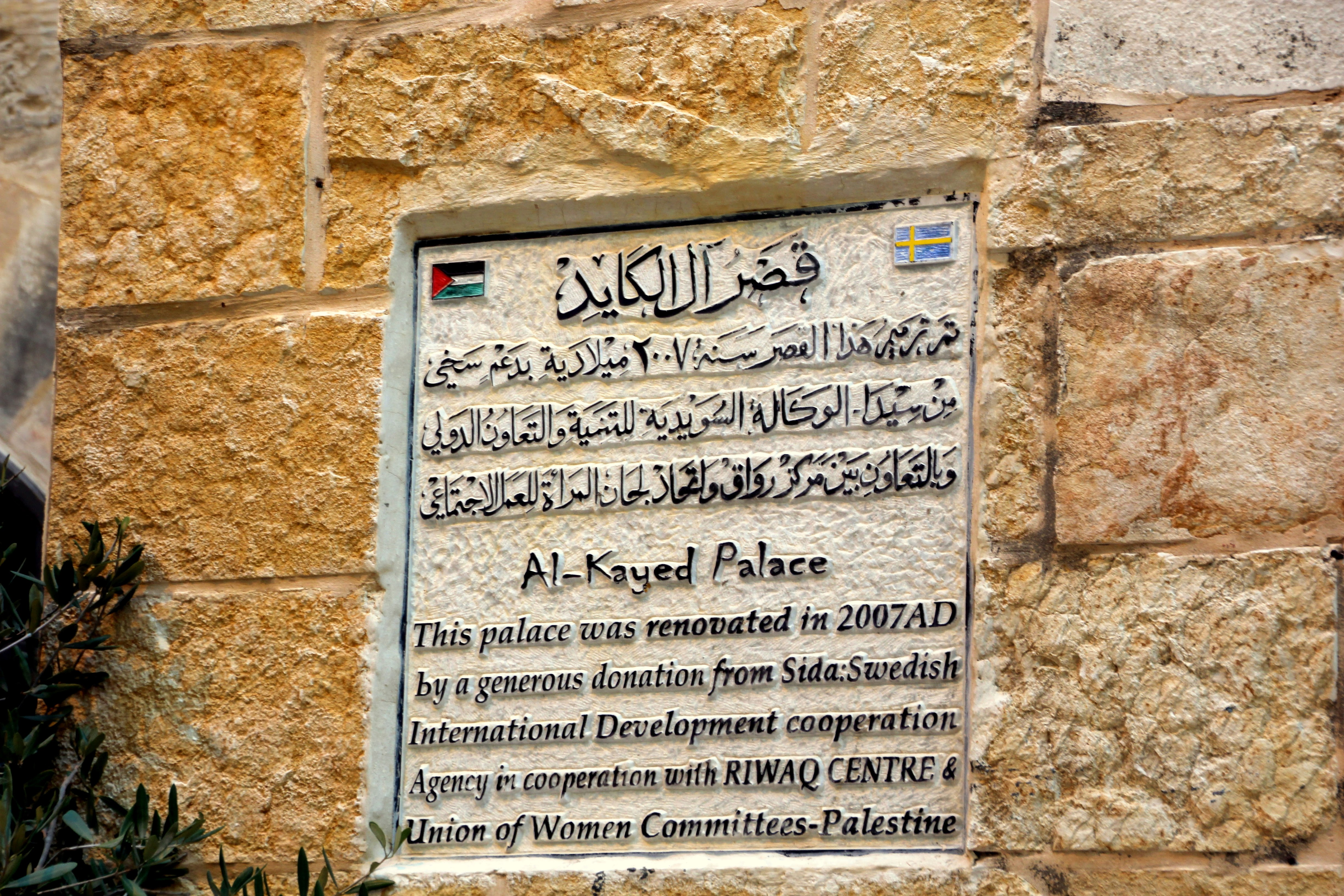
لوحة تاريخية في القصر

- لوحة تاريخية في القصر امتازت الفتحات الداخلية للأبواب الداخلية المتفرعة للأقسام، بوجود أقواس حجرية منقوشة بالزخارف وبأشكال هندسية جميلة.[9]